# 石原一彦
石原 一彦（いしはら かずひこ、1956年7月9日 - ）は、日本の財務官僚。財務省大臣官房審議官や、内閣府沖縄振興局長、内閣府審議官を務めた。

## 来歴・人物
- 東京都出身。父は石原信雄元内閣官房副長官。東京都立戸山高等学校、東京大学法学部卒業。
- 1981年 大蔵省入省[1]。銀行局特別金融課[2]。1984年7月 大蔵省理財局総務課総合資金係長心得[3]。
- 1985年7月 大蔵省理財局総務課総合資金係長[4]。同年7月 大蔵省理財局資金第一課企画係長[5]。
- 1986年7月 観音寺税務署長[6]。
- 1988年7月 大蔵省関税局付（外務研修）。
- 1989年 在ドイツ連邦共和国大使館二等書記官。
- 1991年 在ドイツ連邦共和国大使館一等書記官。
- 1992年 大蔵省関税局業務課長補佐[4]。
- 1993年 大蔵省大臣官房秘書課財務官室課長補佐[4]。
- 1994年7月 大蔵省大臣官房文書課長補佐（審議官室・参事官室担当）兼大臣官房文書課広報室課長補佐（広報担当）[4][7]。
- 1995年 大阪国税局調査第一部長[8]。
- 1997年7月 近畿財務局理財部長。
- 1998年 地方分権推進委員会事務局参事官。1999年 主計局主計企画官。2000年 徳島県企画総務部長。
- 2002年 財務省主計局主計官。
- 2005年 財務省大臣官房信用機構課長。
- 2006年 財務省関税局関税課長。
- 2007年 財務省関税局総務課長。2008年 輸出入・港湾関連情報処理センター株式会社執行役員。
- 2009年 内閣府地方分権改革推進委員会事務局次長。
- 2011年 財務省大臣官房参事官。2012年 財務省大臣官房政策評価審議官。同年 財務省大臣官房審議官[9]。
- 2013年 内閣府沖縄振興局長[1]。
- 2015年 内閣府審議官[10]。
- 2016年 三井住友海上火災保険株式会社顧問。
- 2017年 株式会社千葉銀行監査役[9]。
- 2021年6月 日本地震再保険株式会社代表取締役会長[11]。